# Boudewijn Zenden
Boudewijn Zenden (født 15. august 1976 i Maastricht) er en tidligere hollandsk fodboldspiller, der spillede som midtbane. 